# Houssay (kráter)

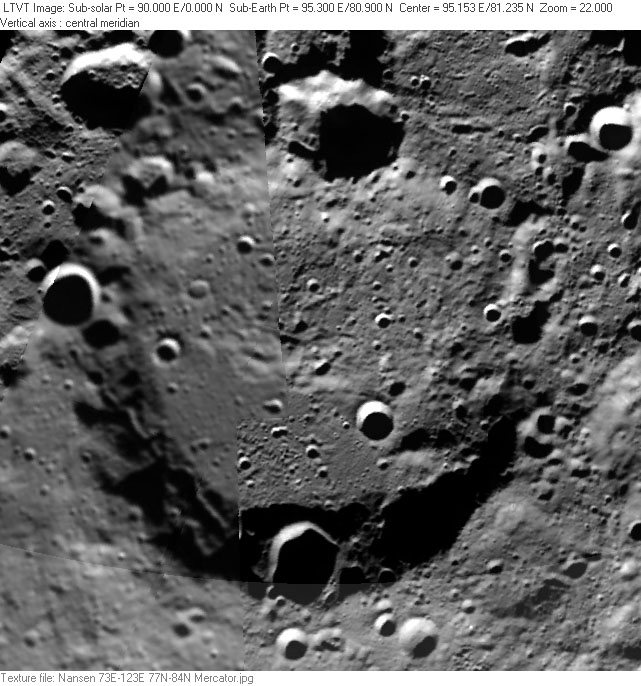
Kráter Nansen. Houssay leží na jeho severním okraji uprostřed.

Houssay je impaktní kráter nacházející se v severní polární oblasti Měsíce na severním okraji valové roviny Nansen. Leží v tzv. librační zóně, ale ze Země je prakticky nepozorovatelný. Má průměr 31 km. Východo-jihovýchodně leží kráter Cai Lun.
Pojmenován byl v roce 2009 na počest argentinského fyziologa Bernarda Houssaye.